# Йировец, Отто
О́тто Йи́ровец (чеш. Otto Jírovec; 31 января 1907, Прага — 7 марта 1972, Прага) — известный чешский профессор, паразитолог, протозоолог. В его честь назван имеющий важное значение паразит человека, относящийся к грибам, возбудитель пневмоцистоза — Pneumocystis jirovecii, известный в прошлом как человеческая форма Pneumocystis carinii (ранее считалось, что этот микроорганизм относится к простейшим, и название выглядело как Pneumocystis carini).

## Биография
Отто Йировец родился 31 января 1907 года в Праге. В 1929 году получил докторскую степень на естественно-научном факультете Карлова университета в Праге. С 1930 по 1932 год он читал лекции, а в 1933 году стал доцентом (associate professor). Во время Второй мировой войны заведовал паразитологической лабораторией в Государственном институте здравоохранения. После войны вернулся на естественно-научный факультет университета. В 1948 году вновь был назначен профессором Карлова университета в Праге.
В 1949—1952 гг. О. Йировец возглавлял кафедру зоологии, позже руководил институтом зоологии.
В 1954—1961 гг. возглавлял паразитологическую лабораторию Чехословацкой академии наук.
В 1964 году основал протозоологическую секцию Чешского паразитологического общества.
Основное внимание в своих работах О. Йировец уделял изучению паразитических простейших, как в странах с умеренным климатом, так и в тропиках. Одним из самых важных его открытий было обнаружение возбудителя пневмоцистной пневмонии у детей, которое он совершил совместно с пльзенским патологоанатомом Йозефом Ванеком в 1953 году.

## Книги
Профессор Йировец написал 11 книг, опубликовал около 280 научных и 250 научно-популярных статей.

## Награды
За свои работы Отто Йировец получил множество наград. Он являлся членом Королевского Чешского научного общества, Масариковой академии труда и Чехословацкого национального совета. В 1953 году он стал член-корреспондентом Чехословацкой академии наук.
Награждён почётной докторской степенью медицинского факультета Берлинского университета им. Гумбольдта и естественно-научного факультета Университета Клермон-Феррана.